# Smicridea holzenthali
Smicridea holzenthali is een schietmot uit de familie Hydropsychidae. De soort komt voor in het Neotropisch gebied.